# Bielawa Górna
Bielawa Górna – wieś w Polsce położona w województwie dolnośląskim, w powiecie zgorzeleckim, w gminie Pieńsk.

## Podział administracyjny
W latach 1975–1998 miejscowość administracyjnie należała do województwa jeleniogórskiego.

## Położenie
Bielawa Górna to średniej wielkości wieś leżąca na północno-wschodnim krańcu Równiny Zgorzeleckiej, u stóp Wzgórz Sławnikowskich, na wysokości około 215–250 m n.p.m.

## Historia
Bielawa Górna powstała najprawdopodobniej w pierwszej połowie XIV wieku. Już w 1530 roku istniał tu kościół, ale został prawdopodobnie zniszczony w czasie wojny trzydziestoletniej, bowiem w XVIII wieku wzniesiono nową świątynię. W 1825 roku we wsi były kościół ewangelicki, szkoła, 4 młyny wodne, bielnik i 2 cegielnie. W 1840 roku było tu 89 domów, w tym: kościół, szkoła, 4 młyny wodne, olejarnia, tartak i cegielnia. Wśród mieszkańców było 26 rzemieślników i 10 handlarzy. Było okres największego rozwoju w historii wsi. W następnych latach rozpoczął się okres stagnacji i wyludniania się miejscowości. W czasie II wojny światowej w Bielawie Górnej znajdowała się filia obozu jenieckiego Stalag VIII A ze Zgorzelca. Po 1945 roku wieś znacznie się wyludniła, w 1988 roku było tu tylko 14 gospodarstw rolnych. 

## Zabytki
Do wojewódzkiego rejestru zabytków wpisany jest:
- dom nr 49, z 1775 r.